# Сенда
Сенда́ (рос. Сенда, марій. Сенде) — присілок у складі Марі-Турецького району Марій Ел, Росія. Входить до складу Марі-Біляморського сільського поселення.

## Населення
Населення — 260 осіб (2010; 293 у 2002).
Національний склад (станом на 2002 рік):
- лучні марійці — 84 %